# Oligosoma townsi
Oligosoma townsi — вид сцинкоподібних ящірок родини сцинкових (Scincidae). Ендемік Нової Зеландії.

## Поширення і екологія
Ophiomorus townsi мешкають на островах Мокохінау, Хен-енд-Чікен, Грейт-Барр'єр і Літл-Барр'єр в затоці Хауракі. Вони живуть в широколистяних лісах і невисоких лісах, серед кам'янистих осипів і валунів. Ховаються в норах морських птахів.

## Збереження
МСОП класифікує цей вид як вразливий. Oligosoma townsi загрожує хижацтво з боку інтродукованих тварин.